# Expedition 45

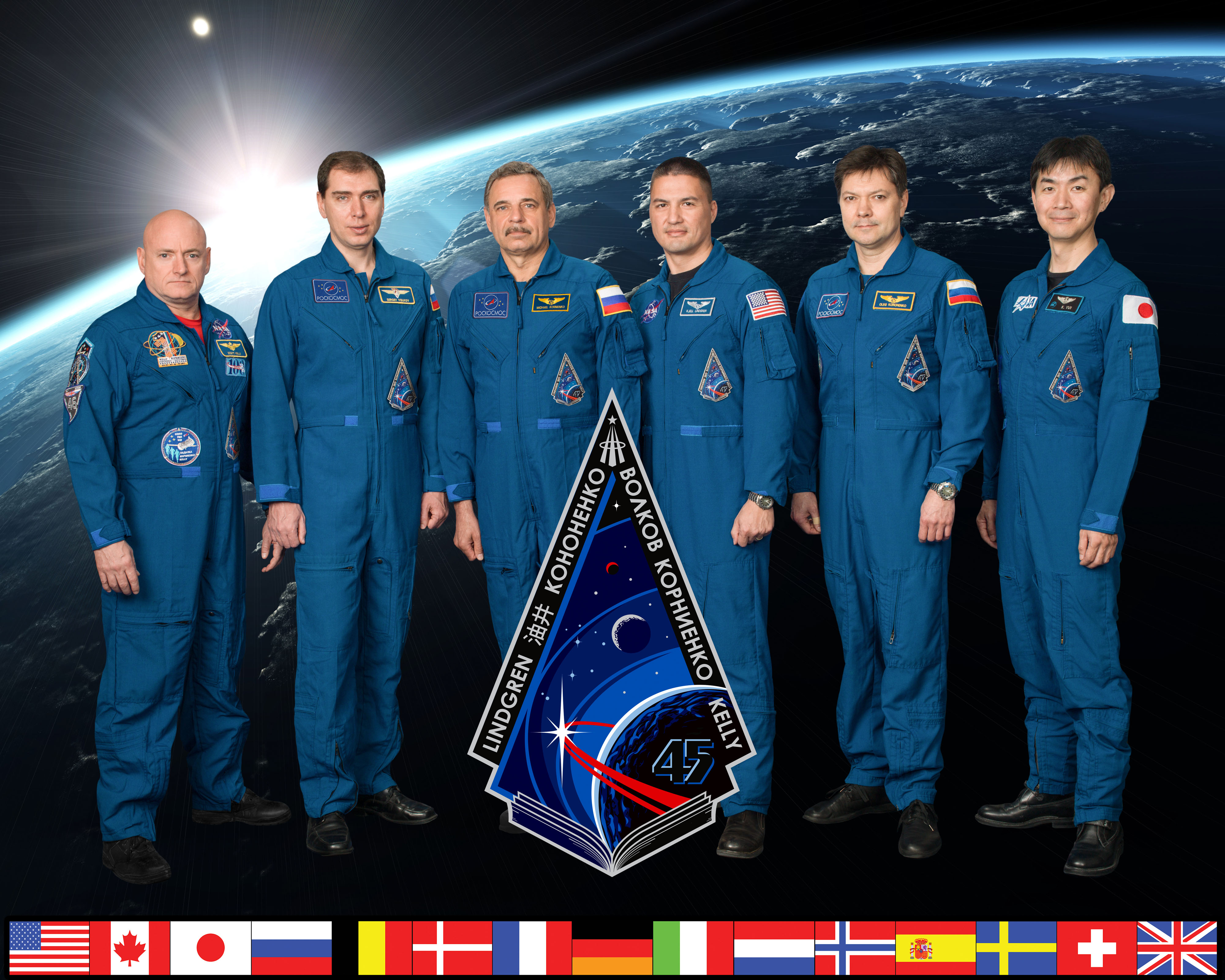
Expedition 45 besättning.

Expedition 45 var den 45:e expeditionen till Internationella rymdstationen (ISS). Expeditionen började den 11 september 2015 då Sergej Volkov, Andreas Mogensen och Ajdyn Ajymbetov anlände till rymdstationen med Sojuz TMA-18M.
Expeditionen avslutades den 11 december 2015 då Oleg Kononenko, Kimiya Yui och Kjell N. Lindgren återvände till jorden med Sojuz TMA-17M.
Expedition 45 var tredje etappen i Michail Kornijenkos och Scott J. Kellys ett år långa vistelse ombord på rymdstationen.

## Besättning
| Position       | (11 september – 11 december 2015)            |
| -------------- | -------------------------------------------- |
| Befälhavare    | Scott J. Kelly, NASA Hans fjärde rymdfärd    |
| Flygingenjör 1 | Michail Kornijenko, RSA Hans andra rymdfärd  |
| Flygingenjör 2 | Oleg Kononenko, RSA Hans tredje rymdfärd     |
| Flygingenjör 3 | Kimiya Yui, JAXA Hans första rymdfärd        |
| Flygingenjör 4 | Kjell N. Lindgren, NASA Hans första rymdfärd |
| Flygingenjör 5 | Sergej Volkov, RSA Hans tredje rymdfärd      |